# Гурецкая, Татьяна Ивановна
Татьяна Ивановна Гуре́цкая (12 (25) января 1904, Ахалцих, Тифлисская губерния — 21 октября 1983, Москва) — советская актриса театра и кино. Заслуженная артистка РСФСР (1935).

## Биография
Родилась 12 (25) января 1904 года в городе Ахалцих Тифлисской губернии (ныне Ахалцихе, Грузия).
В 1921 году сыграла первую роль в короткометражном фильме «Деревня на переломе» режиссёра Ч. Г. Сабинского. В 1924—1926 годах училась на вечернем отделении Ленинградского техникума экранного искусства, работала машинисткой.
В 1920-х — 1930-х годах активно снималась в кино, приняв участие в создании ряда эпохальных советских картин этого времени.
В 1937—1940 годах — актриса Театра Краснознамённого Балтийского флота. В 1945—1960 годах — актриса Театре-студии киноактёра.
После войны играла интересные роли в театре, но снималась лишь в эпизодах, что не помешало ей стать одной из самых известных исполнительниц эпизодических ролей в советском кино 1940-х — 1960-х годов.
Умерла 21 октября 1983 года. Похоронена на Востряковском кладбище.

### Семья
- муж — Беляев, Василий Николаевич (1902—1967), режиссёр документального кино, оператор.

## Фильмография
- 1921 — Деревня на переломе (короткометражный) — крестьянская девушка
- 1926 — Братишка (короткометражный) — кондукторша
- 1927 — Водоворот — Любаша
- 1927 — Ордер на жизнь — Вера
- 1927 — Турбина № 3 — работница Мария
- 1928 — Два броневика — Маша, прислуга
- 1928 — Кузня Уть — Таня
- 1928 — Мятеж — Ная Фурманова
- 1928 — Право на жизнь — Ксана Гусева
- 1930 — Поворот — Даша
- 1931 — Зыбун — дочь кулака
- 1932 — Встречный — Катя
- 1932 — Друзья совести — Мэри
- 1933 — Дважды рождённый — Марина
- 1934 — Чудо — Зоя, жена Фёдора
- 1935 — Три товарища — Варя, жена Глинки, инструктор райкома
- 1936 — Вратарь — Груша
- 1936 — На отдыхе — лётчица Маруся
- 1938 — Профессор Мамлок — Анни Вендт
- 1940 — Возвращение — Аннушка, его жена
- 1941 — Боевой киносборник - №2 — расстреливаемая женщина
- 1942 — Парень из нашего города — медсестра в госпитале, (нет в титрах)
- 1947 — Весна — Татьяна Иванова, ассистент кинорежиссёра
- 1947 — Поезд идёт на восток — эпизод, (нет в титрах)
- 1948 — Последний этап — доктор Евгения
- 1948 — Суд чести — эпизод, (нет в титрах)
- 1949 — У них есть Родина — женщина на аэродроме, (нет в титрах)
- 1954 — Аттестат зрелости — тётя Валентина Листовского
- 1956 — Искатели — Катя
- 1956 — Поэт — большевичка, соседка Тарасовых
- 1957 — Девушка без адреса — модельер
- 1957 — Звёздный мальчик — тётя Принцессы
- 1957 — К Чёрному морю — мать Постниковых, (нет в титрах)
- 1957 — Ночной патруль — Мария Кречетова, жена комиссара
- 1958 — В дни Октября — Прасковья Фёдоровна
- 1958 — Девушка с гитарой — Анна Николаевна Федосова
- 1958 — Жених с того света (короткометражный) — служащая КУКУ с седыми волосами
- 1958 — Стучись в любую дверь — Анна Александровна, учительница Геннадия
- 1958 — У тихой пристани — Марья Сергеевна Пушкова
- 1959 — Колыбельная — Зинаида Васильевна
- 1959 — Горячая душа — Шебалина
- 1959 — Отчий дом — Елена Скворцова, приёмная мать Тани
- 1960 — Первое свидание — Казакова, мать Мити